# Стефановден
Стефановден е денят на свети Стефан. Чества се на третия ден след Рождество – 27 декември. Почитта към този светец е голяма. От времето на Апостол Павел насам всички наричат Св. Стефан пръв мъченик (първомъченик), защото е първият мъченик за християнската вяра.
Обредна трапеза: свинско с кисело зеле, баница с месо.
На този ден празнуват всички с имената:
- Стефан и Стефка и производните им:
- Стефи, Стефко, Стефчо, Станул, Стеван, Стивън, Степан, Стефа, Стефана, Стефанка, Стефания, Стефани, Фани, Стоян, Стояна, Стоянка, Стамен, Стамена, Стан, Стана, Станко, Стане, Станимир, Станимира, Станислав, Станислава, Станчо, Светлин
- Чаньо, Чанко, Чанка
- Венко, Венче, Вени, Венета, Венка, Венчо, Венцислав, Венцеслав, Венцеслава, Венцислава, Венеция (поради това, че в превод от гръцки Стефан означава венец, на този ден могат да празнуват и тези имена или на Цветница),
- Цанко, Цанка, Цоньо, Цонка, Цонко, Цончо
- Стоил, Стоилка, Стойко, Стойчо
- Заприн, Запрян, Заприна, Запринка, Запряна